# Rosenbrombær
Rosenbrombær (Rubus odoratus), også skrevet Rosen-Brombær, er en løvfældende busk med opret voksende og kun svagt forgrenede skud. Grundskuddene vil dog med tiden udvikles til et tæt krat. Rosenbrombær er udbredt i de store skove fra det sydlige Canada til det centrale USA.

## Beskrivelse
Barken er først lysegrøn med brune hår. Senere bliver den stribet i brunt og grønt, og til sidst er den afskallende og rødbrun. Barken er forsynet med spredte børster og torne. Knopperne er spredte, lodne og lysegrønne (senere brune) med lang spids. Bladene er håndlappede med fem til syv, afrundede lapper. Oversiden er græsgrøn, mens undersiden er lidt lysere i farven. Begge sider er dunhårede. 
Blomstringen sker i juni-august. Blomsterne sidder samlet i endestillede stande, hvor de enkelte blomster er store, duftende og lyserøde eller hvide. Frugten er et kugleformet "bær" af samme type som hindbær. Frøene spirer kun sjældent i Danmark.
Rodnettet består af vandret krybende jordstængler, som dels bærer de forholdsvis få trævlerødder, og som dels sætter talrige vanris. Dette gør, at planten kan spredes næsten ukrudtsagtigt.
Højde x bredde og årlig tilvækst: 1,80 x 5 m (180 x 50 cm/år).

## Hjemsted
Rosenbrombær er udbredt i de store skove fra det sydlige Canada til det centrale USA. Her optræder den i skovbunden og i bryn og lysninger på frodig, fugtig bund. 
I den nedre del af Silver Creek Valley, Ontario, Canada, findes arten i blandede skove sammen med bl.a. fjerbregne, skyggeblomst, amerikansk bøg, amerikansk humlebøg, amerikansk lind, amerikansk snabelkalla, dunet steffensurt, hvidask, rødeg, Sambucus pubens (en art af hyld), Solidago caesia (en art af gyldenris), storblomstret treblad, sukkerløn, Thelypteris noveboracencis (en art af egebregne) og Viburnum acerifolium (en art af kvalkved)
| Portal | Portal:Botanik |

## Note
1. ↑  nhic.mnr.gov.on.ca: Ministry of Natural Resources: Lower Silver Creek Valley (engelsk)